# Eduardo Augusto de Caldas Brito
Eduardo Augusto de Caldas Brito (Rio de Janeiro, 5 de julho de 1904 – 24 de setembro de 1990) foi um médico brasileiro.
Graduado em medicina pela Faculdade Nacional de Medicina do Rio de Janeiro em 1926. Foi eleito membro da Academia Nacional de Medicina em 1945, sucedendo Renato Brancante Machado na Cadeira , que tem Hilário de Gouveia como patrono.